# Дубровка (Бирский район)
Дубровка (баш. Дубровка) — упразднённое в 2005 году село Осиновского сельсовета Бирского района Республики Башкортостан.

## География
Находился вблизи автодороги от Бирска к Осиновке, у впадения в вторую по значимости реки района Бирь её притока Кутькин.

### Географическое положение
Расстояние до (на 1 января 1969):
- районного центра (Бирск): 11 км,
- центра сельсовета (Осиновка): 5 км,
- ближайшей ж/д станции (Загородная): 67 км.

## История
Название по местности.
Закон «О внесении изменений в административно-территориальное устройство Республики Башкортостан в связи с образованием, объединением, упразднением и изменением статуса населённых пунктов, переносом административных центров» от 20 июля 2005 года № 211-з., ст.1 гласил:

4. Упразднить следующие населённые пункты:
….

10) в Бирском районе:
а) деревню Гребени Баженовского сельсовета
б) село Дубровка Осиновского сельсовета

в) деревню Елгашево Осиновского сельсовета

## Население
На 1 января 1969 года проживали 248 человек; преимущественно русские.